# Michael Huber (calciatore)
Michael Huber (Oberwart, 14 gennaio 1990) è un calciatore austriaco, difensore dell'Oberwart.

## Caratteristiche tecniche
È un difensore centrale.